# Justin Bell

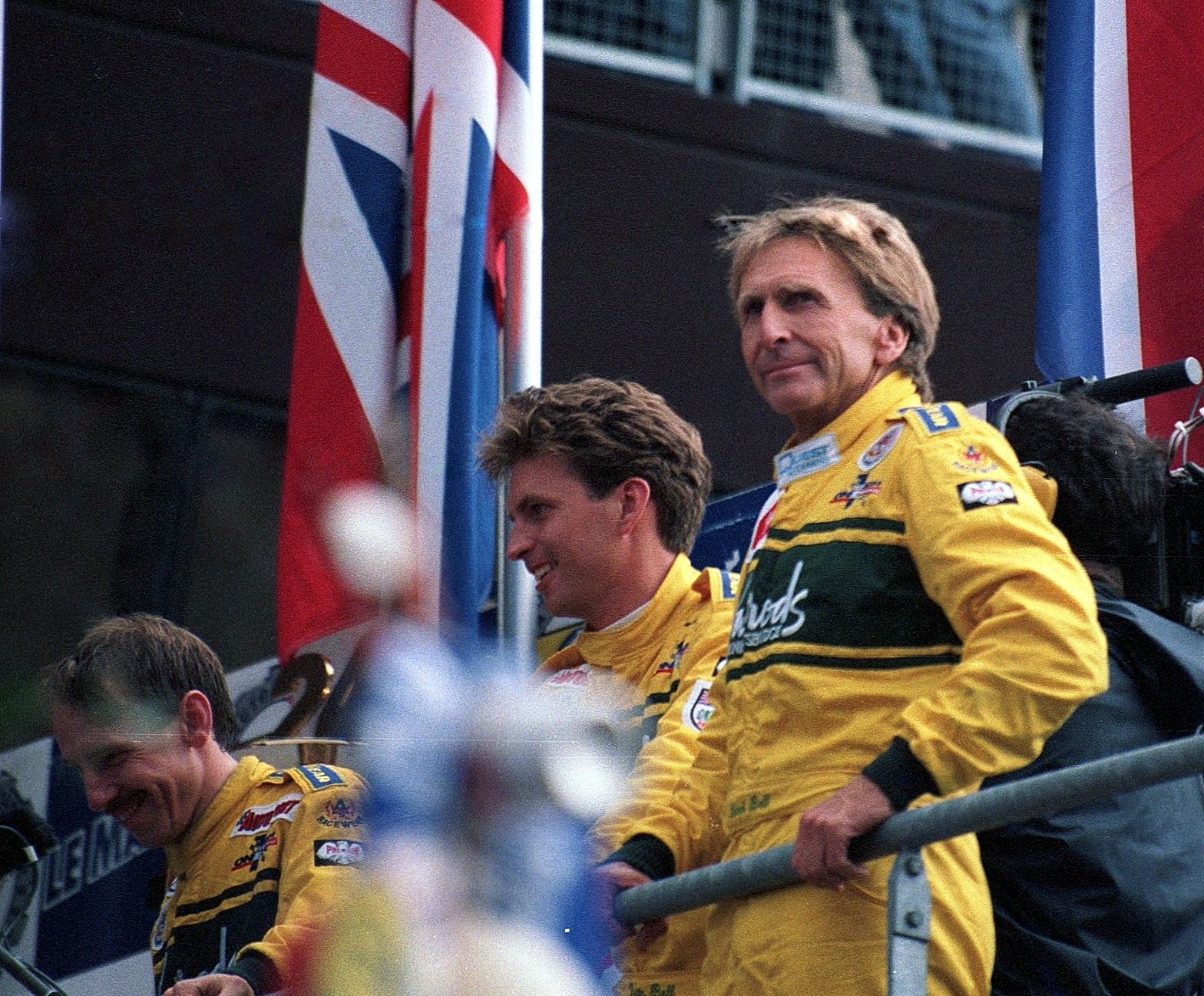
Justin Bell (Mitte) 1995 auf dem Siegerpdium in Le Mans

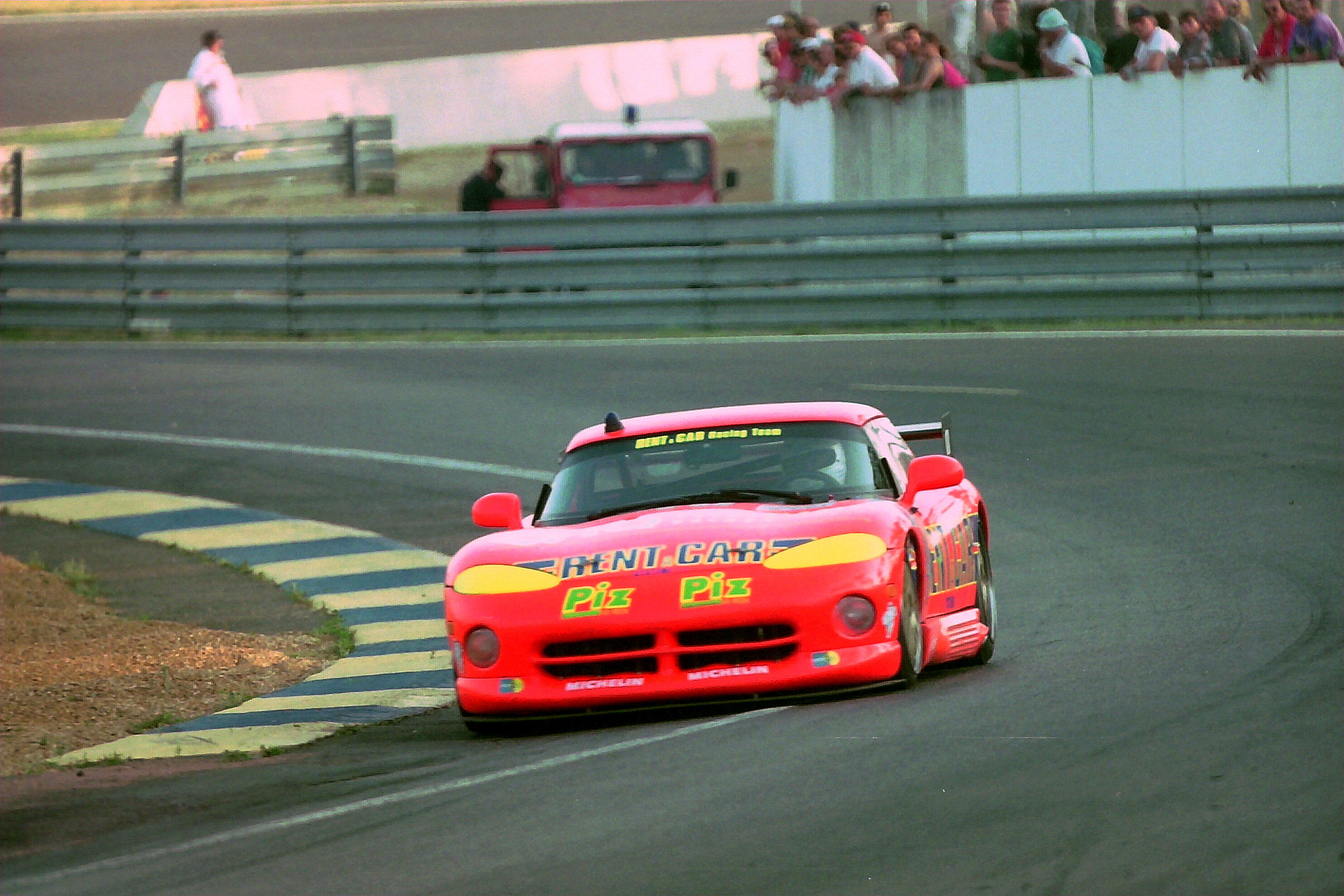
Die Dodge Viper R/T10 von René Arnoux, Justin Bell und Bertrand Balas beim 24-Stunden-Rennen von Le Mans 1994

Justin Derek Bell (* 23. Februar 1968 in Rustington) ist ein ehemaliger britischer Automobilrennfahrer und Sohn des fünffachen Le-Mans-Siegers Derek Bell.

## Karriere
Justin Bell bestreitet in erster Linie Sportwagenrennen. 1992 gab er sein Debüt beim 24-Stunden-Rennen von Le Mans. Gemeinsam mit seinem Vater Derek Bell und Tiff Needell pilotierte er einen Porsche 962C GTI. Das Trio erreichte den zwölften Gesamtrang. Sein bestes Rennen an der Sarthe erreichte er 1995, als er wieder gemeinsam mit seinem Vater und dem Briten Andy Wallace einen McLaren F1 GTR fuhr. Die Mannschaft lag 17 Stunden immer wieder an der Spitze des Rennens, musste sich aber im Ziel mit dem dritten Gesamtrang begnügen.
1996 versuchte er vergeblich, sich für das 500-Meilen-Rennen von Indianapolis zu qualifizieren. 1997 gewann er die GT2-Klasse der FIA-GT-Meisterschaft auf einer Chrysler Viper GTS-R von ORECA. In den letzten Jahren fuhr er regelmäßig in der Grand American Road Racing Meisterschaft.

## Statistik

### Le-Mans-Ergebnisse
| Jahr | Team                        | Fahrzeug                | Teamkollege     | Teamkollege    | Platzierung             | Ausfallgrund |
| ---- | --------------------------- | ----------------------- | --------------- | -------------- | ----------------------- | ------------ |
| 1992 | ADA Engineering             | Porsche 962C GTI        | Derek Bell      | Tiff Needell   | Rang 12                 |              |
| 1994 | Rent a Car Racing Team      | Dodge Viper R/T10       | René Arnoux     | Bertrand Balas | Rang 12                 |              |
| 1995 | Harrods Mach One Racing     | McLaren F1 GTR          | Derek Bell      | Andy Wallace   | Rang 3                  |              |
| 1996 | Société Viper Team ORECA    | Chrysler Viper GTS-R    | Dominique Dupuy | Perry McCarthy | Ausfall                 | Motorschaden |
| 1997 | Société Viper Team ORECA    | Chrysler Viper GTS-R    | Pierre Yver     | John Morton    | Rang 14                 |              |
| 1998 | Société Viper Team ORECA    | Chrysler Viper GTS R    | David Donohue   | Luca Drudi     | Rang 11 und Klassensieg |              |
| 1999 | Viper Team ORECA            | Chrysler Viper GTS-R    | Tommy Archer    | Marc Duez      | Rang 12                 |              |
| 2000 | Corvette Racing Garry Pratt | Chevrolet Corvette C5-R | Ron Fellows     | Chris Kneifel  | Rang 11                 |              |

### Sebring-Ergebnisse
| Jahr | Team             | Fahrzeug                | Teamkollege    | Teamkollege    | Platzierung | Ausfallgrund  |
| ---- | ---------------- | ----------------------- | -------------- | -------------- | ----------- | ------------- |
| 1993 | Champion Porsche | Porsche 911 Carrera 2   | Mike Peters    | Oliver Kuttner | Rang 21     |               |
| 1996 | Auto Toy Store   | Spice HC94              | Morris Shirazi | Gustl Spreng   | Rang 13     |               |
| 2000 | Corvette Racing  | Chevrolet Corvette C5-R | Ron Fellows    | Chris Kneifel  | Ausfall     | Ventilschaden |

### Einzelergebnisse in der Sportwagen-Weltmeisterschaft
| Saison | Team            | Rennwagen   | 1   | 2   | 3   | 4   | 5   | 6   |
| ------ | --------------- | ----------- | --- | --- | --- | --- | --- | --- |
| 1992   | ADA Engineering | Porsche 962 | MON | SIL | LEM | DON | SUZ | MAG |
| 1992   | ADA Engineering | Porsche 962 | 12  |     |     |     |     |     |